# Kalcerrytus
Kalcerrytus es un género de arañas araneomorfas de la familia Salticidae. Se encuentra en  Sudamérica. 

## Lista de especies
Según The World Spider Catalog 12.5::
- Kalcerrytus amapari Galiano, 2000
- Kalcerrytus carvalhoi (Bauab & Soares, 1978)
- Kalcerrytus chimore Galiano, 2000
- Kalcerrytus edwardsi Ruiz & Brescovit, 2003
- Kalcerrytus excultus (Simon, 1902)
- Kalcerrytus falcatus Ruiz & Brescovit, 2003
- Kalcerrytus kikkri Galiano, 2000
- Kalcerrytus leucodon (Taczanowski, 1878)
- Kalcerrytus limoncocha Galiano, 2000
- Kalcerrytus mberuguarus Ruiz & Brescovit, 2003
- Kalcerrytus merretti Galiano, 2000
- Kalcerrytus nauticus Galiano, 2000
- Kalcerrytus odontophorus Ruiz & Brescovit, 2003
- Kalcerrytus rosamariae Ruiz & Brescovit, 2003
- Kalcerrytus salsicha Ruiz & Brescovit, 2003